# Microchorista philpotti
Microchorista philpotti är en näbbsländeart som först beskrevs av Tillyard 1917.  Microchorista philpotti ingår i släktet Microchorista och familjen Nannochoristidae. Inga underarter finns listade i Catalogue of Life.